# 克里夫卡 (烏克蘭)
48°52′56″N 23°4′22″E / 48.88222°N 23.07278°E
克里夫卡（羅馬化：Krivka）是烏克蘭西部的村莊，隸屬利維夫州的桑比爾區。該村始建於1558年，面積2.8平方公里，海拔高度690米，2001年人口459，人口密度每平方公里163.93人。